# Colubrina (botanica)
Colubrina Rich. ex Brongn., 1826 è un genere di piante appartenente alla famiglia Rhamnaceae, comprendente specie diffuse nelle aree comprese tra le zone temperate calde e quelle tropicali di Americhe, Africa, Asia meridionale, Australia settentrionale e isole dell'Oceano Indiano.

## Descrizione
Generalmente le specie di questo genere sono arbusti cespugliosi, alti fino a 10 m. Le foglie sono ovali, i fiori piccoli e bianco-verdastri o giallognoli. I frutti sono delle capsule che contengono tre semi.

## Tassonomia
Il genere comprende le seguenti specie:
- Colubrina acunae Kitan.
- Colubrina alluaudii (H.Perrier) Capuron
- Colubrina amazonica W.Palacios
- Colubrina angustior (M.C.Johnst.) G.L.Nesom
- Colubrina arborescens (Mill.) Sarg.
- Colubrina articulata (Capuron) Figueiredo
- Colubrina asiatica (L.) Brongn.
- Colubrina beccariana Warb.
- Colubrina berteroana Urb.
- Colubrina californica I.M.Johnst.
- Colubrina celtidifolia (Schltdl. & Cham.) Schltdl.
- Colubrina cordifolia Reissek
- Colubrina cubensis (Jacq.) Brongn.
- Colubrina decipiens (Baill.) Capuron
- Colubrina ehrenbergii Schltdl.
- Colubrina elliptica (Sw.) Brizicky & W.L.Stern
- Colubrina faraloatra (H.Perrier) Capuron
- Colubrina glandulosa G.Perkins
- Colubrina greggii S.Watson
- Colubrina heteroneura (Griseb.) Standl.
- Colubrina humbertii (H.Perrier) Capuron
- Colubrina javanica Miq.
- Colubrina johnstonii T.Wendt
- Colubrina macrocarpa (Cav.) G.Don
- Colubrina nicholsonii A.E.van Wyk & Schrire
- Colubrina obscura (Schrank) M.C.Johnst.
- Colubrina oppositifolia Brongn. ex H.Mann
- Colubrina pedunculata Baker f.
- Colubrina retusa (Pittier) R.S.Cowan
- Colubrina sordida M.C.Johnst.
- Colubrina spinosa Donn.Sm.
- Colubrina stricta Engelm.
- Colubrina texensis (Torr. & A.Gray) A.Gray
- Colubrina travancorica Bedd.
- Colubrina triflora Brongn. ex Sweet
- Colubrina verrucosa (Urb.) M.C.Johnst.
- Colubrina viridis (M.E.Jones) M.C.Johnst.
- Colubrina yucatanensis (M.C.Johnst.) G.L.Nesom

## Usi
Nei Caraibi, le foglie, i frutti e - in alcuni casi - la corteccia di alcune specie sono utilizzati per produrre una bevanda analcolica chiamata mauby.